# Carrhotus occidentalis
Carrhotus occidentalis là một loài nhện trong họ Salticidae.
Loài này thuộc chi Carrhotus. Carrhotus occidentalis được J. Denis miêu tả năm 1947.